# Esparver grec
L'esparver grec (Tachyspiza brevipes; syn: Accipiter brevipes) és una espècie d'ocell de la família dels accipítrids (Accipitridae). Habita boscos poc densos i terres de conreu d'Europa sud-oriental i Àsia Occidental, a la Península Balcànica incloent Grècia, oest de Turquia, i des del sud d'Ucraïna cap a l'est fins al Kazakhstan. Hiverna a l'Àfrica oriental. El seu estat de conservació es considera de risc mínim.

## Taxonomia
Tradicionalment l'esparver grec estava classificat dins el gènere Accipiter. Tanmateix, estudis filogenètics moleculars van trobar que aquest gènere era polifilètic i es va proposar reordenar les seves espècies en 5 gèneres monofilètics. En base a aquests estudis, el Congrés Ornitològic Internacional, en la seva llista mundial d'ocells (versió 14.2, 2024) transferí aquesta espècie al gènere Tachyspiza, que fou recuperat per a tal fí.
Segons el Handook of the Birds of the World i la quarta versió de la BirdLife International Checklist of the birds of the world (Desembre 2019), aquest tàxon apareix classificat dins del gènere Accipiter.